# Marching for Liberty
Marching for Liberty je třetí studiové album maďarské power metalové kapely Wisdom. Album vypráví příběh fiktivní postavy, maskota kapely, zvaného Wiseman.

## Příběh
Na každém albu skupiny pokračuje příběh maskota Wisemana jakožto koncept celého alba:
"Judas byl připraven provést svůj hrozný čin, když najednou se Wiseman otočil a jejich oči se setkaly. Starý muž jej pozoroval, naplněn ohromnou moudrostí, propichoval zrádce hluboko do duše a tak mu zabránil v provedení jeho zákeřného plánu. V ten okamžik si Judas uvědomil, jak hluboko klesl a jak daleko zbloudil od víry a myšlenek, o které kdysi s pýchou usiloval. Pocítěná lítost oživila jeho víru a rozhodl se, že by měl stát s nepochybnou oddaností na straně moudrosti a nikdy již znovu nepodlehnout falešným pokušením. Útlak a bolest po celém světě v tu chvíli zakolísaly. Tyrani bojovali s mnohem tajemnějšími myšlenkami, než kdy jindy, aby mohli zničit rebely, a bez milosti bojovali proti těm, kteří hledali Wisemanův kruh vědění. Wiseman věděl, že den, na který tak dlouho čekal, konečně nadešel. Plamen naděje vzplál v srdcích jeho následovníků, když vyšel ze svého přístřešku, aby je vedl k porážce zlé říše.
Toto byl začátek, pochod za svobodou..." – pátá část příběhu

(převzato z Wisdom, překlad z bookletu alba)

## Seznam písní
1. World of the Free
2. Dust of the Sun
3. War of Angels
4. Failure of Nature
5. The Martyr
6. God Rest Your Soul
7. Take Me to Neverland
8. Wake Up My Life
9. My Fairytale
10. Have No Fear
11. Live Like a Beast
12. Marching for Liberty[1]

## Obsazení
- Gábor Nagy – zpěv
- Gábor Kovács – kytara
- Máté Bodor – kytara
- Máté Molnár – basová kytara
- Balázs Ágota – bicí[2]